# 田中聡志
田中 聡志（たなか さとし）は、日本の環境官僚。環境省水・大気環境局長を経て、ジンバブエ共和国駐箚特命全権大使を務めた。

## 経歴・人物
香川県出身。香川県立高松高等学校を経て、1985年京都大学法学部卒業、環境庁入庁。在アメリカ合衆国日本国大使館一等書記官、民間活動支援室長などを経て、2003年環境省地球環境局境保全対策課環境協力室長。
2006年環境省大臣官房政策評価広報課広報室長。2007年環境省地球環境局環境保全対策課長。2009年環境省水・大気環境局土壌環境課長。2011年環境省大臣官房総務課長。2013年環境省大臣官房審議官。2016年環境省大臣官房付研究休職、地球環境戦略研究機関統括研究ディレクター/プリンシパル・フェロー。
2018年環境省水・大気環境局長。2019年辞職、地球環境戦略研究機関プリンシパル・フェロー。2020年駐ジンバブエ共和国特命全権大使。2023年辞職。